# Sigur Rós
 Sigur Rós (ajutor·info) (AFI ['sɪːɣʏr rouːs], din islandeză Roza Victoriei) este o formație muzicală islandeză cu sunete specifice cu influențe luate din rock și muzică clasică. Formația și-a început activitatea muzicală în anul 1994 și este cea mai cunoscută trupă islandeză, atât pe plan național cât și internațional.

## Componență
- Jón Þór “Jónsi” Birgisson – voce, chitară, chitară cu arcuș, clape, armonică, banjo
- Georg “Goggi” Hólm – chitară bas, glockenspiel
- Kjartan “Kjarri” Sveinsson – clape, pian, orgă, chitară, flaut, fluier, oboi, banjo (1998–prezent)
- Orri Páll Dýrason – baterie, clape (1999–prezent)

### Foști membri
- Ágúst Ævar Gunnarsson – baterie (1994–1999)

## Discografie

### Albume (de studio)

#### Von
- Lansat: 1997 (Islanda) 2004 (Marea Britanie / SUA)
- Casa de discuri: Smekkleysa Records
- Vânzări: 5,000+

#### Ágætis byrjun
- Lansat: iunie 1999 (Islanda) 2000 (Marea Britanie) 2001 (SUA)
- Casa de discuri: Fat Cat, Smekkleysa Records
- Single-uri: "Svefn-g-englar", "Ný batterí"

#### ( )
- Lansat: 28 octombrie 2002
- Casa de discuri: Fat Cat, Play It Again Sam, Smekkleysa Records
- Vânzări: 500,000+
- Single-uri: "untitled #1"

#### Takk...
- Lansat: 12 septembrie 2005
- Casa de discuri: Geffen, EMI
- Vânzări: 800,000+
- Single-uri: "Glósóli", "Hoppípolla", "Sæglópur"

#### Með suð í eyrum við spilum endalaust
- Lansat: 2008

### Valtari
- Lansat: 2012

### Kveikur
- Lansat: 2013

### Átta
- Lansat: 2023

### Albumede compilație

#### Hvarf-Heim
- Lansat: 5 noiembrie 2007
- Casa de discuri: EMI
- Vânzări: 50,000+
- Single-uri: "Hljómalind"